# 방패자리
방패자리(Scutum [ˈskjuːtəm])는 작은 별자리이며, 현대 88개 국제천문연맹 지정 별자리 중의 하나이다. 천구적도의 남쪽에 위치하며, 동아시아의 별자리로는 두수의 천변 별자리에 해당된다.

## 별과 천체
방패자리는 88개 별자리 중에서 5번째로 작은 별자리로, 밝은 별은 많지 않다. 가장 밝은 별은 방패자리 알파성(α Scuti)으로, 3.85 등급의 K형 거성이다. 방패자리 UY는 2015년 기준으로 발견된 항성들 중 반지름이 가장 컸다(태양반경의 1708배). 하지만 2020년에 같은 방패자리에 스티븐슨 2-18이 발견되며 이 항성이 가장 큰 별로 등재되게 되었다(태양의 2,150배).
은하수가 이 별자리를 가로지르며, 북동쪽 구석에 은하수가 진한 부분(Scutum star cloud)이 있다.

### 어두운 천체들
방패자리는 여러 개의 산개성단과 구상성단, 행성상성운을 갖고 있다. 그 중 잘 알려진 것들은 다음과 같다.
- M11 (NGC 6705, 야생오리성단: Wild Duck Cluster)은 밀집된 산개성단이다.
- M26 (NGC 6694): 산개성단이다.
- NGC 6712: 구상성단이다. 별자리의 동쪽에 위치하며, 24분 떨어진 곳에 행성상성운 IC 1295 가 있다.

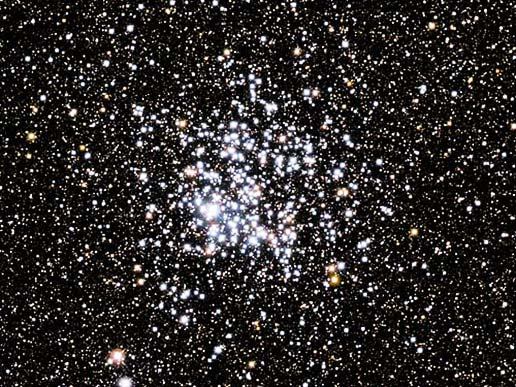
M11 산개성단
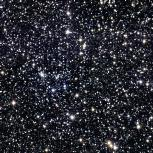
M26 산개성단

## 역사

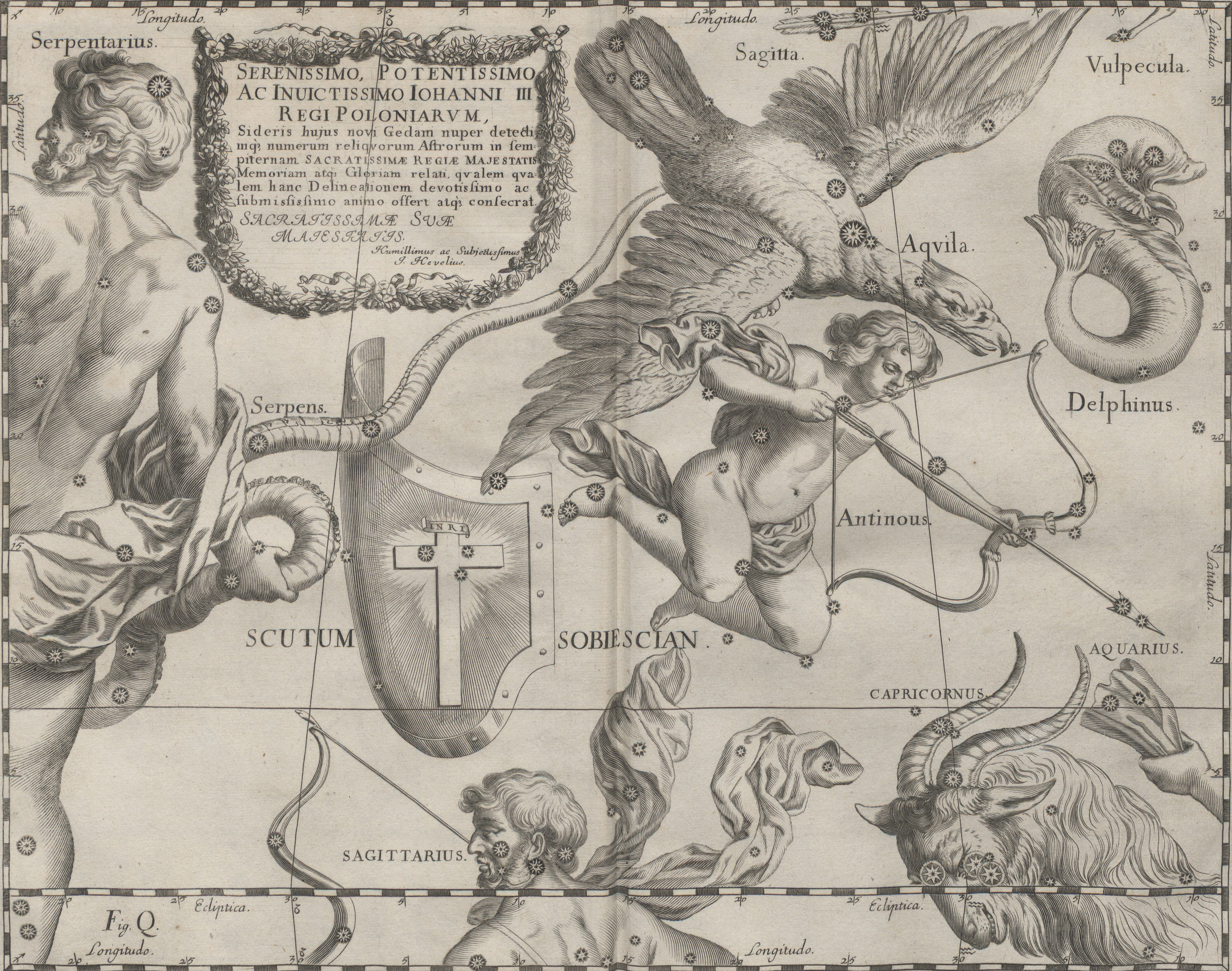
《우라노그라피아》의 방패자리 (1690년)

방패자리는 머리털자리와 함께 역사에 기원을 둔 별자리 중 하나이다.
원래의 명칭은 '소비스키의 방패(Scutum Sobiescianum)'로, 헤벨리우스(Hevelius)에 의해 폴란드 왕이 이끄는 군대의 승리와 비엔나의 영웅 'John III Sobieski'에 대한 기념으로 1683년에 처음 소개되었다. 이 별자리는 폴란드 왕의 문장과 십자가를 나타내도록 만들어졌다.

## 신화
17 세기 후반 헤벨리우스가 만든 별자리로 이 별자리는 폴란드의 왕 존 3세 소비에스키를 기리기 위해서였다. 비엔나에서 투르크족을 무찔러 서구 문명의 수호자로 숭배되었던 소비에스키의 방패를 나타낸다.